# 8009 Béguin
8009 Béguin è un asteroide della fascia principale. Scoperto nel 1989, presenta un'orbita caratterizzata da un semiasse maggiore pari a 2,7729832 UA e da un'eccentricità di 0,1614370, inclinata di 36,46684° rispetto all'eclittica.